# Typhlobolellidae
Typhlobolellidae é uma família de milípedes pertencente à ordem Spirobolida.
Géneros:
- Ergene Chamberlin, 1943
- Morelene Chamberlin, 1943
- Reddellobus Causey, 1975
- Typhlobolellus Hoffman, 1969